# Comedia de amenaza
La comedia de amenaza se refiere al cuerpo de obras de teatro escrito por David Campton, Nigel Dennis, N. F. Simpson, y Harold Pinter.  El término fue acuñado por el crítico de teatro Irving Wardle, quien lo tomó prestado del subtítulo de la obra de Campton, The Lunatic View: A Comedy of Menace, al revisar las obras de Pinter y de Campton en Encore en 1958.  (El subtítulo de Campton, «comedia de amenaza» (comedy of menace) es un jocoso juego de palabras en inglés, derivado de comedia de costumbres (comedy of manners) —en la cual menace representa a manners pronunciado con un acento un tanto anglojudeo.)

## Antecedentes
Citando publicaciones originales de Wardle en la revista Encore (1958), Susan Hollis Merritt señala que en «Comedy of Menace» Wardle «aplica esta etiqueta primero a la obra de Pinter...describiendo a Pinter como uno de "varios dramaturgos que han sido agrupados provisionalmente como "no-naturalistas" o "abstractos" (28)».  Merritt señala que en su artículo «Comedy of Menace»
«[Wardle] se centra en La fiesta de cumpleaños porque es la única obra de Pinter que Wardle había visto [y reseñado] en el momento, aunque especula sobre la base de "las descripciones de otras obras, La habitación y El montaplatos, [que Pinter] es un escritor perseguido por una sola imagen —la matriz" (33). Mencionando las "influencias literarias" reconocidas en el trabajo de Pinter —"Beckett, Kafka y películas de gángsters americanos"— Wardle sostiene que La fiesta de cumpleaños es un ejemplo del tipo de amenaza cómica que dio origen a este artículo.» (225)
Merritt observa que en «Comedy of Menace» Wardle propone, sobre la base de su experiencia de La fiesta de cumpleaños y las reseñas de las otras dos obras por otros críticos de teatro, que «La comedia permite a los agentes comprometidos y a las víctimas de destrucción estar dentro o fuera de servicio; bromear sobre la situación mientras lubrican un revólver; mostrar características absurdas o entrañables detrás de sus máscaras de resolución implacable; encontrarse... con sombreros de papel para un juego de gallina ciega»; sugiere que la «amenaza» en las obras de Pinter «significa algo más sustancial: el destino», y que el destino, «manejado de esta manera, no como un ejercicio austero en clasicismo, sino como una enfermedad incurable que uno olvida la mayor parte del tiempo, y cuyos recordatorios mortíferos pueden adoptar la forma de una broma, es un motivo dramático apto para una época de comportamiento condicionado en el que el hombre ortodoxo es un colaborador dispuesto a su propia destrucción».
Sin embargo, «dos años después» (en 1960) en su reseña de El cuidador, Wardle se retractó de «Comedy of Menace» afirmando que «Por la fuerza de La fiesta de cumpleaños y el par de actos únicos apliqué precipitadamente la frase "comedia de amenaza" a la escritura de Pinter. Ahora la retiro».
Después de la retractación de «comedia de amenaza», tal como Wardle lo había aplicado a la escritura de Pinter, el propio Pinter también se distanció del término en ciertas ocasiones, cuestionando su importancia para su obra (como también lo hizo con su propia declaración improvisada pero apta que sus obras tratan de «la comadreja bajo el bar de cócteles»). Por ejemplo, en diciembre de 1971, durante su entrevista con Pinter sobre Viejos tiempos, Mel Gussow recordó que «Después de Retorno al hogar [Pinter] dijo que [él] "ya no podía permanecer por más tiempo en la habitación con este montón de gente que abrieron puertas y entraban y salían. Paisaje y Silencio, [las dos cortas y poéticas obras de memoria escritas entre Retorno al hogar y Viejos tiempos] tienen una forma muy diferente. No hay ninguna amenaza en absoluto." »  Más tarde, cuando Gussow preguntó a Pinter a ampliar su visión de que se había «cansado» de «amenaza», Pinter añadió: «cuando dije que estaba cansado de amenaza, estaba usando una palabra que no había acuñado. Yo nunca pensé en amenaza. Fue llamado "comedia de amenaza" hace mucho tiempo [1958]. Nunca metí categorías en mí mismo, o en cualquier de nosotros [dramaturgos]. Pero si lo que yo entiendo que la palabra amenaza significa es ciertos elementos que he empleado en el pasado en la forma de una obra en particular, entonces no creo que es digno de mucho más exploración».
A pesar de la retractación de «comedia de amenaza» por Wardle (y las calificaciones posteriores de Pinter), las frases «comedia de amenaza» y «comedias de amenaza» se hicieron popular y desde finales de los años 1950 se utilizaron frecuentemente en los anuncios y en críticas, comentarios y reseñas que describieron las primeras obras de Pinter, e incluso algunos de sus últimos trabajos. Como Merritt señala, entre otros ejemplos de uso de esta y categorías similares de la obra de Pinter, después de la «conversación» de 1971 de Gussow con Pinter, «A pesar de que hace eco del concepto de Wardle, Gussow parece evitar el uso de «comedia de amenaza» cuando hace una reseña de la producción de 1988 de La fiesta de cumpleaños por el CSC Repertory Theatre. Si bien aún destacando los «terrores» de Pinter y el «escalofrío bajo la risa», Gussow describe La fiesta de cumpleaños como «una obra de intriga, con un motivo subyacente de traición … [y] [Bernard F.] Dukore llama la obra una comedia (de amenaza u otra)…».

## Ejemplos selectos en las obras de Pinter
La fiesta de cumpleaños (1958)
Al discutir la primera producción de la primera obra de larga duración de Pinter, La fiesta de cumpleaños (1958), que siguió a su primera obra de teatro, La habitación (1957), su biógrafo oficial Michael Billington señala que Wardle una vez describió de manera «excelente» al entorno (parafraseando Wardle) como «un salón banal [que] se abre a los horrores de la historia moderna».
El montaplatos (1960)
En su segunda obra de acto único, El montaplatos (1960), como también acentuado en la película In Bruges (2008) de Martin McDonagh que fue marcadamente influenciada por ella, «Pinter transmite la idea de terror político a través de los ritmos entrecortados de la diafonía de music hall y el thriller urbano: Hackney Empire cruzado con Los asesinos de Hemingway [1927]», una de las influencias tempranas reconocidas por Pinter, junto con Franz Kafka (348-49); dramaturgos isabelinos y jacobinos como William Shakespeare, John Webster y Cyril Tourneur, cuya obra le fue presentado por su maestro Joseph Brearley; Samuel Beckett (sobre todo sus novelas) [43]); y las películas americanas en blanco y negro de los años 1940 y 1950.
El montaplatos, según Billington, es «Una obra casi perfecta sobre la irascibilidad de una asociación en colapso y la táctica de 'divide y vencerás' de la autoridad», que se centra en dos personajes, Gus y Ben; Gus es «el hombre que cuestiona el sistema acordado y que es finalmente destruido por su búsqueda de sentido»; Ben, «el hombre que obedece ciegamente los órdenes y con ello se pone en riesgo. (Si el sistema puede disponer arbitrariamente de su socio, ¿por qué no de él?)» (92).
Billington observa que el «título significativo» de El montaplatos (The Dumb Waiter), «lleva varias capas de significado»: «Es obvio que se refiere al antiguo pasaplatos/montaplatos que despacha [sic] los pedidos de alimentos cada vez más grotescos a estos pistoleros pendencieros». «Pero también se aplica a Gus, quien, preocupado por la naturaleza de la misión [su próximo trabajo como sicarios] hasta darse cuenta de que él mismo es el objetivo elegido; o incluso a Ben, quien, por su total obediencia a una autoridad superior que le obliga a eliminar a su compañero, expone su propia vulnerabilidad» (89). Ya que Gus espera «tontamente» su destino, puede parecer un socio subordinado que espera los órdenes del «socio principal» Ben, pero Ben también está sometida a The powers that be, una variación contemporánea de Deus ex machina, manipulando tanto el montaplatos mecánico, como ellos a través de sus «órdenes» cada vez más extravagantes, y por lo tanto cómicamente inconvenientes y desconcertantes por los platos cada vez más exóticos.
Billington añade:
«Por tratarse de Pinter, la obra tiene una apertura metafórica.  Puede ser interpretada como una comedia absurda  —una especie de Godot en Birmingham— sobre dos hombres que pasan el tiempo en un universo sin sentido ni propósito.  Puede ser visto como un grito de protesta contra un dios caprichosamente cruel, que trata al hombre como su juguete –incluso los doce fósforos misteriosamente empujados debajo de la puerta han sido investidos de significado religioso [por los críticos de teatro]. Pero tiene mucho más sentido si se considera como una obra de teatro sobre la dinámica del poder y la naturaleza de la asociación.  Ben y Gus son víctimas de alguna autoridad invisible así como un sustituto para una pareja casada peleándose, probándo, malentendiéndose y rastrillando sobre el pasado.» (90)
La comedia en esta «comedia de amenaza» a menudo se deriva de estas discusiones entre Gus y Ben, por ejemplo la que se produce cuando «Ben le dice a Gus de encender la pava», una «quisquillosidad semántica que es típica de la comedia music-hall»:

GUS: ¿Que encienda qué?

BEN: La pava.

GUS: ¡Quieres decir el gas!

BEN: ¿Quién?

GUS: Tú.

BEN (entrecerrando los ojos): ¿Qué quieres decir con eso de que quise decir el gas?

GUS: Bueno. ¿No es eso lo que quisiste decir? El gas.

BEN (con energía): Si te digo que vayas a encender la pava, quiero decir que enciendas la pava.

GUS: ¿Cómo es posible encender una pava? 

BEN: ¡Es una figura de dicción! Encender la pava. Figura de dicción!
«Todo» en El montaplatos, observa Billington, «contribuye a un fin necesario»: porque «la imagen, como dice Pete en [la única novela de Pinter] Los Enanos, se encuentra en exacta correspondencia y relación con la idea» (91). En este ejemplo, la imagen central y metáfora central, el montaplatos, mientras que «despacha pedidos cada vez más improbables», sirve «tanto como una mordaza visual y una metáfora de la autoridad manipuladora» (91), y ahí radica su amenaza.  Cuando Ben instruye a Gus verbalmente, mientras practican su "rutina" por matar a su próxima víctima, omite la frase más importante, que indica a Gus de «sacar» su «revólver»:

(Ben frunce el ceño y se aprieta la frente.) 

GUS: Te has olvidado de una cosa.

BEN: Bueno. ¿Cuál?

GUS: De acuerdo con tus indicaciones, yo no he sacado mi revólver.

BEN: Tú has sacado el revólver.

GUS: Y he cerrado la puerta.

BEN. Y has cerrado la puerta.

GUS: Antes nunca olvidaste ese detalle, ¿te das cuenta?

(Pinter, The Dumb Waiter 116)

### Obras citadas
- Billington, Michael.  Harold Pinter.  1996.  Edición revisada. Londres: Faber and Faber, 2007.  ISBN 978-0-571-23476-9 (13). [Edición actualizada de The Life and Work of Harold Pinter. 1996. Londres: Faber and Faber, 1997. ISBN 0-571-17103-6 (10).]

- Gussow, Mel. Conversations with Pinter. Londres: Nick Hern Books, 1994. ISBN 1-85459-201-7. Reeditado en Nueva York: Limelight, 2004. ISBN 0-87910-179-2.

- Jones, David.  "Travels with Harold".  Front & Center Online ("La versión en línea de Roundabout Theatre Company's Subscriber Magazine").  Roundabout Theatre Company, Fall 2003.  (3 páginas) Web.  9 de octubre de 2007.

- Merritt, Susan Hollis. Pinter in Play: Critical Strategies and the Plays of Harold Pinter.  1990.  reeditado con un nuevo prefacio. Durham y Londres: Duke University Press, 1995.  ISBN 0-8223-1674-9 (10).  ISBN 978-0-8223-1674-9 (13).

- Pinter, Harold.  "Apart From That". Areté 20 (Spring/Summer 2006): 5–8.

- –––.  The Birthday Party, The Caretaker, and Celebration.  En The Essential Pinter.  Nueva York: Grove Press, 2006.  ISBN 0-8021-4269-9 (10).  ISBN 978-0-8021-4269-6. (Parenthetical references to this edition of the three plays appear in the text.)

- –––.  The Caretaker and The Dumb Waiter: Two Plays by Harold Pinter.  1960.  Nueva York: Grove Press, 1988.  ISBN 0-8021-5087-X (10).  ISBN 978-0-8021-5087-5 (13).  (Citas entre paréntesis del El montaplatos  en el texto son de esta edición de la obra, que se puede acceder en línea a través de la "vista previa limitada" de Google Books.  [Fue reeditado con una nueva cubierta cuando Pinter ganó el Premio Nobel de Literatura en 2005.)

- Wardle, Irving.  "The Birthday Party".  Encore 5 (July–Aug. 1958): 39–40.  Rpt. en The Encore Reader: A Chronicle of the New Drama.  Ed. Charles Marowitz, Tom Milne, y Owen Hale.  Londres: Methuen Publishing, 1965.  76–78.  (reeditado como: New Theatre Voices of the Fifties and Sixties.  Londres: Eyre Methuen, 1981.)

- –––.  «Comedy of Menace».  Encore 5 (Sept. – Oct. 1958): 28–33.  Rpt. in The Encore Reader y New Theatre Voices 86–91.

- –––.  «There's Music in That Room».  Encore 7 (July–Aug. 1960): 32–34.  Rpt. en The Encore Reader y New Theatre Voices 129–32.

- Datos: Q5151496